# Triangle (géométries non euclidiennes)
Pour les articles homonymes, voir Triangle (homonymie).

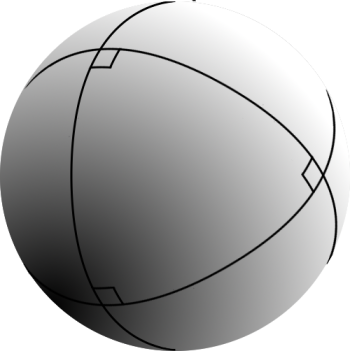
Triangle sphérique trirectangle (somme des angles : 270°).

En géométrie, un triangle se définit sur une surface comme une figure fermée à trois côtés, ces trois côtés étant des arcs de géodésiques de cette surface. Cette surface peut être entre autres sphérique, hyperbolique ou plane, et les triangles correspondants sont dits sphériques, hyperboliques ou plans.

## Propriétés
Contrairement au triangle plan défini en géométrie euclidienne, la somme des angles d'un triangle peut être différente de 180°.
Par exemple, la somme des angles d'un triangle sphérique peut varier entre 180 et 540° (entre π et 3π radians).
Il existe donc des triangles sphériques rectangles, birectangles ou trirectangles qui possèdent respectivement un, deux et trois angles droits.